# István Avar (football)
Pour les articles homonymes, voir István Avar et Avar.
Stefan Auer, connu en Hongrie sous le nom de István Avar (né le 28 mai 1905 à Arad dans l'actuelle Roumanie et mort le 13 octobre 1977 à Kaposvár) est un footballeur roumain et hongrois d'origine allemande, évoluant au poste d'attaquant. Il est ensuite entraîneur.

## Palmarès
- Vainqueur de la Coupe Mitropa en 1929 avec l'Újpest FC.
- Vainqueur de la Coupe des nations de football 1930 avec l'Újpest FC.
- Vainqueur du Championnat de Hongrie de football  en 1930, 1931, 1933 et 1935 avec l'Újpest FC.
- Vainqueur de la Coupe de Roumanie de football en 1937, 1938, 1939 et 1940 avec le FC Rapid Bucarest.

## Distinctions personnelles
- Meilleur buteur de la Coupe Mitropa en 1929[1].
- Meilleur buteur de la Coupe internationale en 1932[2].
- Meilleur buteur du Championnat de Hongrie de football en 1940[3].